# Tahindesar
Tehandesar es una pequeña aldea poblado en la provincia de Rayastán, India.